# 金玉神社 (仙台市)
金玉神社（きんぎょくじんじゃ）は、宮城県仙台市泉区大沢にある神社である。地元では「座頭神様」とも呼ばれる。

## 概要
南部藩の座頭である金玉が、京（現・京都府京都市）への旅の途中、富谷丘陵にある当地で追いはぎに遭った。金玉は、その者にお経を教え、朝晩唱えるように指示して落命した。お経には、「どこ」で「誰」に襲われたかを入れ込んであったため、後にその者は捕らえられる結果になった。
当社はこの金玉の墓と伝えられている。かつては奥州街道（現・国道4号）の近くにあったとされ、杖を奉納する慣わしがあった。
1994年（平成6年）から2008年（平成20年）にかけて施行された「泉大沢土地区画整理事業」（92.5ha）に伴い、仙台市泉区七北田大沢字銅谷（現・泉区大沢3丁目）、すなわち富谷市との境の都市緑地・大沢三丁目緑地の西端近くの南側に遷宮した。

## 周辺の神社・見所
- 鹿島天足別神社
- 熊野神社
- 二ノ宮神社
- 上桜木一丁目第1公園

## 交通
- 東北自動車道 泉インターチェンジから車で10分
- 仙台北部道路 富谷インターチェンジから車で10分